# Храм Святих мучениць Віри, Надії, Любові та їхньої матері Софії
Храм Святих мучениць Віри, Надії, Любові та їхньої матері Софії — парафіяльний храм УГКЦ на честь славних святих мучениць Віри, Надії, Любові та їхньої матері Софії, розташований у Київській області, Фастівського району, на землях Бишівського ОТГ, с. Ясногородки, котеджного містечка «Северинівка», за 50 км до центру м. Києва і 23 км до центру смт. Макарів. Збудований коштом місцевої релігійної громади і небайдужих людей, на території Вишгородського протопресвітерства, Київської архиєпархії Української Греко-Католицької Церкви. Восьмигранна будівля храму (восьмерик) збудована за проектом київського архітектора Андрія Леонардовича Вишинського.

## Історія та хронологія подій

### Початок. Оснування храму
Початком історії будівництва храму вважається 12 квітня 2008 рік. На прохання одного із співвласників містечка, благочинним Макарівського благочиння, Української Православної Церкви Київського Патріархату (на сьогодні ПЦУ), протоієреєм Богданом Лисиченком, (який, згодом перейшов в лоно Української Православної Церкви), благословилось місце і хрест, що був встановлений на початок будівельних робіт.
В день святого апостола Симона Зилота 23 травня цього ж року, після торжественного «Чину оснування храму», відбулась церемонія закладки каменя в основи майбутнього храму, залиття монолітного фундаменту та встановлення майбутніх внутрішніх колон. Наступних кілька років, будівництво храму не мало продовження.

### Новий етап. Зародження релігійної спільноти (парафії)
Початком нового етапу в житті уже громади містечка було свято Богоявління Господнє 19 січня 2012 року. На запрошення очільників громади містечка і з благословення Глави Української Греко-Католицької Церкви цього дня було відслужена перша Божественна літургія та «Чин Великого освячення води (агіасми)» в озері містечка. Богослужіння звершив ієрей Тарас Сиділо, який прибув зі Львова ознайомитись із викликами служіння, і 07 серпня цього ж року, був офіційно призначений адміністратором релігійної громади, для звершення тимчасового служіння на теренах Київської архиєпархії. Від цього часу, почалось формування релігійної спільноти містечка — парафії. Щонеділі і у великі свята, а потім і щоденно лунала молитва в одній із кімнат другого поверху Дитячого садка, в якій знаходилась тимчасова каплиця. Розпочалась праця у сфері катехизації, створення Недільної школи для виховання дітей та молоді. З ініціативи окремих мешканців містечка, 06 жовтня 2012 року спільно було посаджено фруктовий сад поруч з майбутнім храмом. Восени цього ж року була й невеличка спроба будівництва. Було вимуровано 2 м стіни по периметру храму, і на цьому будівництво завершилось.
У березні 2013 року відбувся перший офіційний візит Глави УГКЦ — Блаженнішого Святослава (Шевчука) до новоствореної спільноти. Після Божественної літургії, Верховний Архиєпископ із усіма присутніми священиками, помолившись спільно на місці будівництва молитву «Царю небесний», попросили ласки Святого Духа, щоб цей храм постав у всій своїй красі. І цього ж таки року, 30 вересня, в день святих мучениць Віри, Надії, Любові та їхньої матері Софії, відбувся офіційний візит Преосвященного Йосифа (Міляна), протосинкела і єпископа-помічника Київської архиєпархії, який благословив і підтримав усю спільноту на ті звершення, які очікували на громаду.

### Випробування і церковне «підпілля»
З листопада 2013 року — релігійна спільнота молилась у різних закутках містечка. Це було пов'язано із внутрішніми конфліктами всередині громади котеджного містечка. Спочатку каплиця була на другому поверсі Дитячого садочку, тоді вона була перенесена в одну із кімнат Торгівельного комплексу. Останні роки спільнота не мала взагалі постійного місця для молитви, тож в період 2014-17 роки пережили своєрідне церковне «підпілля» і молились в приміщенні офісу містечка, лише щонеділі і у великі свята. Громада докладала неймовірних зусиль, щоб на теренах Київської архиєпархії постав величний та славний храм Божої слави в честь святих мучениць. Духовна опіка та пастирська діяльність, яка здійснювалася у містечку з 2012 року, дала цю можливість зорганізуватись і розпочату підготовку до будівництва.
Перейшовши морально надскладний рубіж, з Божої ласки в жовтні 2014 року, було розпочате будівництво храму. Восени почались підготовчі роботи та внесення змін в архітектурний проєкт. Розпочався пошук ктиторів і жертводавців поза містечком. На розбудову храму долучались люди, з різних куточків України: Львівщини, Івано-Франківщини, Тернопільщини, Хмельниччини, Київщини, Черкащини, Миколаївщини… Однак основний тягар будівництва, взяли на себе окремі мешканці містечка ставши ктиторами храму.
З 2015-17 році у храмі, періодично, уже проводились богослужіння. Увесь цей період, попри усі труднощі та негаразди, не припинялося служіння та проводилась катехизація для дітей та дорослих, відвідини хворих та парафіян, щорічний Щедрий вечір, підготовка до першої Сповіді, участь у прощах, благодійні вечори та багато іншого.

### Народження церкви
У неділю 24 вересня 2017 року в день преподобної Теодори Олександрійської, храм Святих мучениць Віри, Надії, Любові та їхньої матері Софії був торжественно освячений Главою Української Греко-Католицької Церкви Блаженнішим Святославом. Адміністратор храму єрей Тарас Сиділо, за відповідальне і ревне служіння удостоївся церковної нагороди: звання Протоієрея з правом носіння золотого нагрудного хреста, який урочисто отримав з рук Блаженнішого.
У неділю 30 вересня 2018 року на запрошення парафіян, в день урочистого святкування храмового свята на честь небесних покровителів святих мучениць Віри, Надії, Любові та їхньої матері Софії, до храму завітав Преосвященний Богдан (Дзюрах), секретар Синоду Єпископів УГКЦ, розділивши з громадою урочисті святкування.
Спільнота парафії розпочала втілення в життя «Стретегії-2020», соціального служіння у співпраці з Благодійним фондом «Карітас-Київ», відродження щоденного повноцінного літургійно-богослужбового життя, харитативна діяльність, праця з дітьми в сфері катехизації, літніх таборів та щорічної підготовки до Таїнства сповіді, створення парафіяльних братств і сестринств: «Вівтарної дружини», «Ліги жінок», «Матері в молитві» тощо.
30 грудня 2018 року був завершений юридичний процес створення релігійної організації: «Релігійна громада (Парафія) Святих мучениць Віри, Надії, Любові та їхньої матері Софії. Української Греко-Католицької Церкви».

## Галерея

Будівництво храму
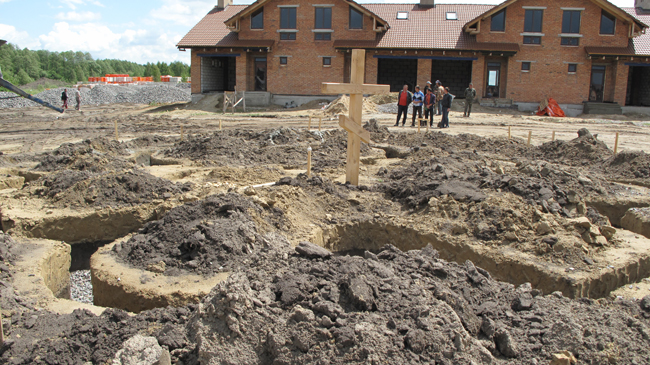
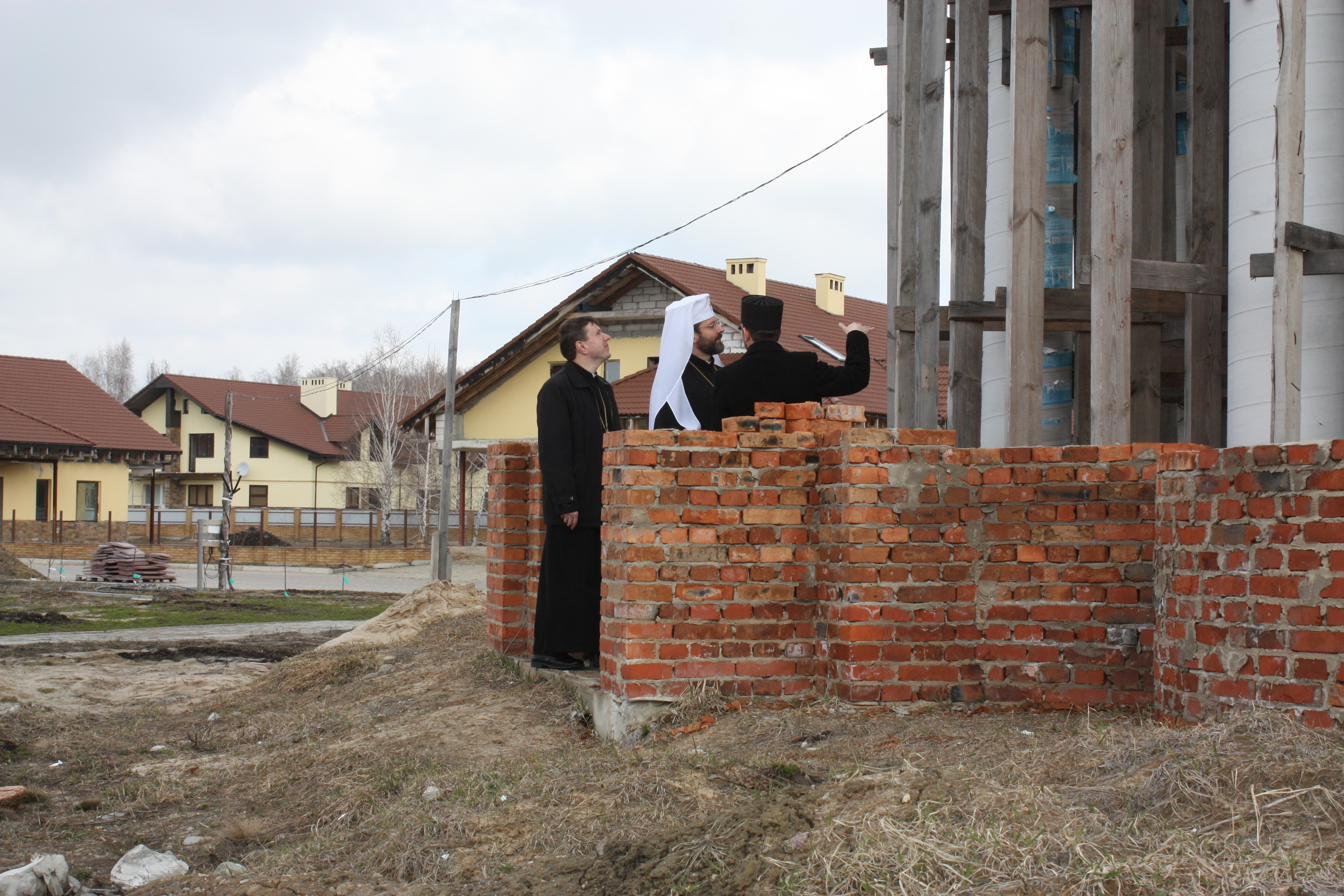
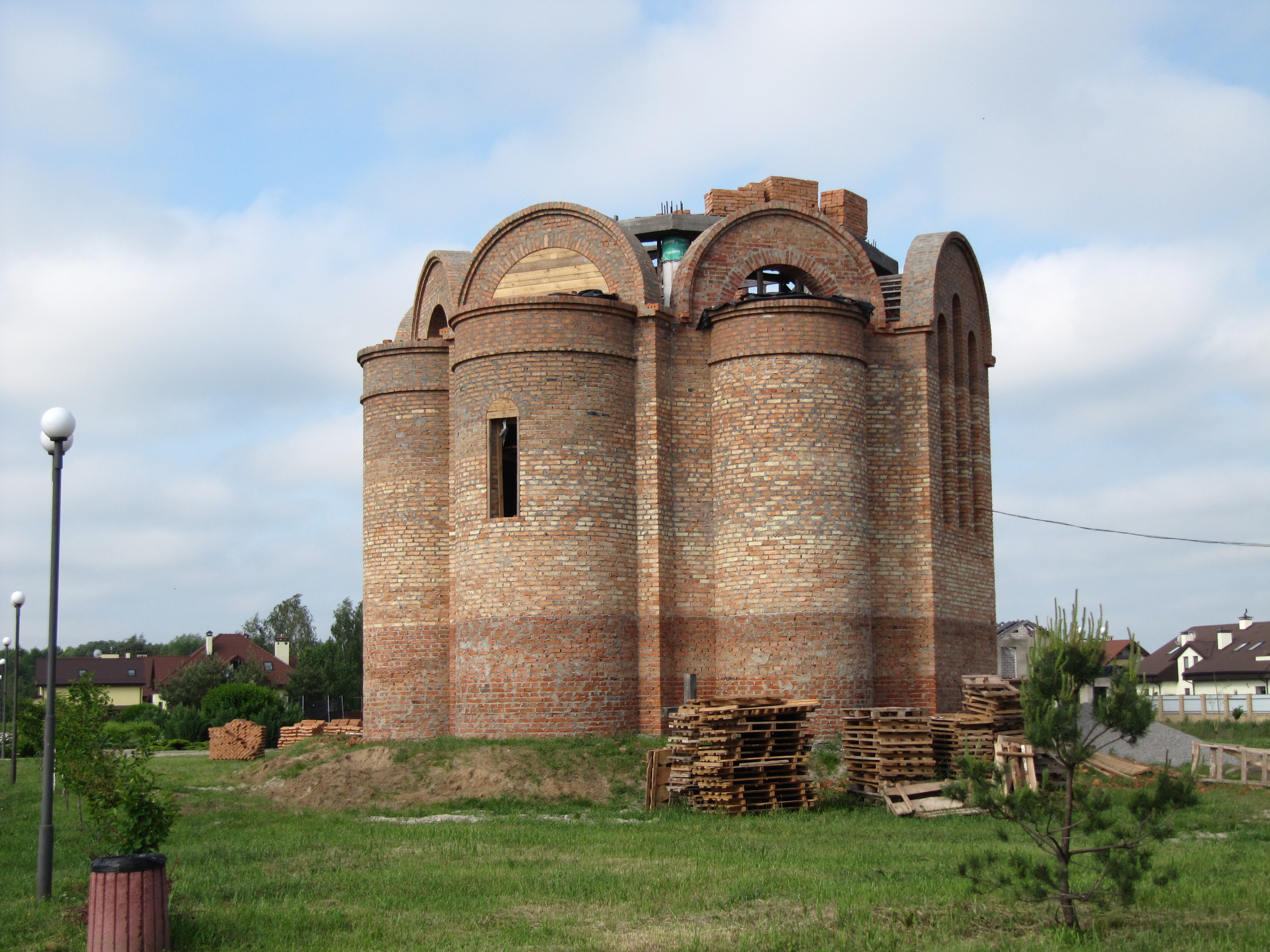
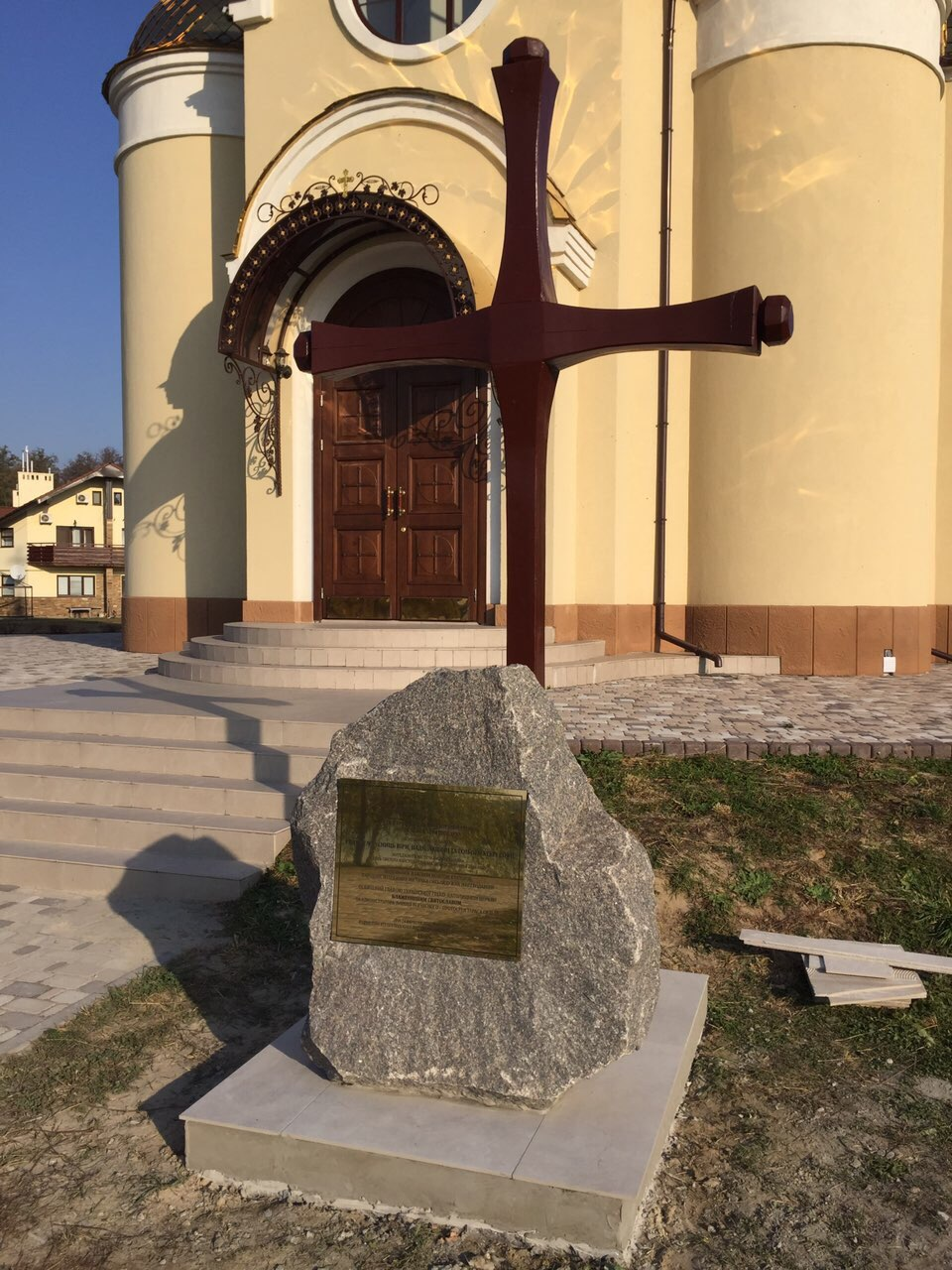

Служба
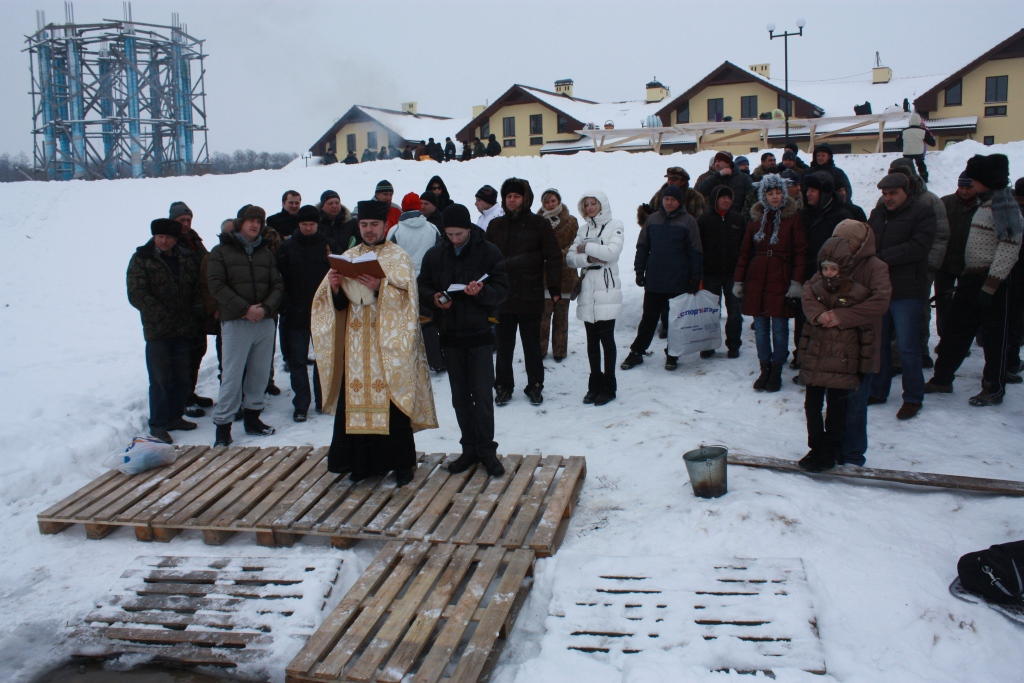
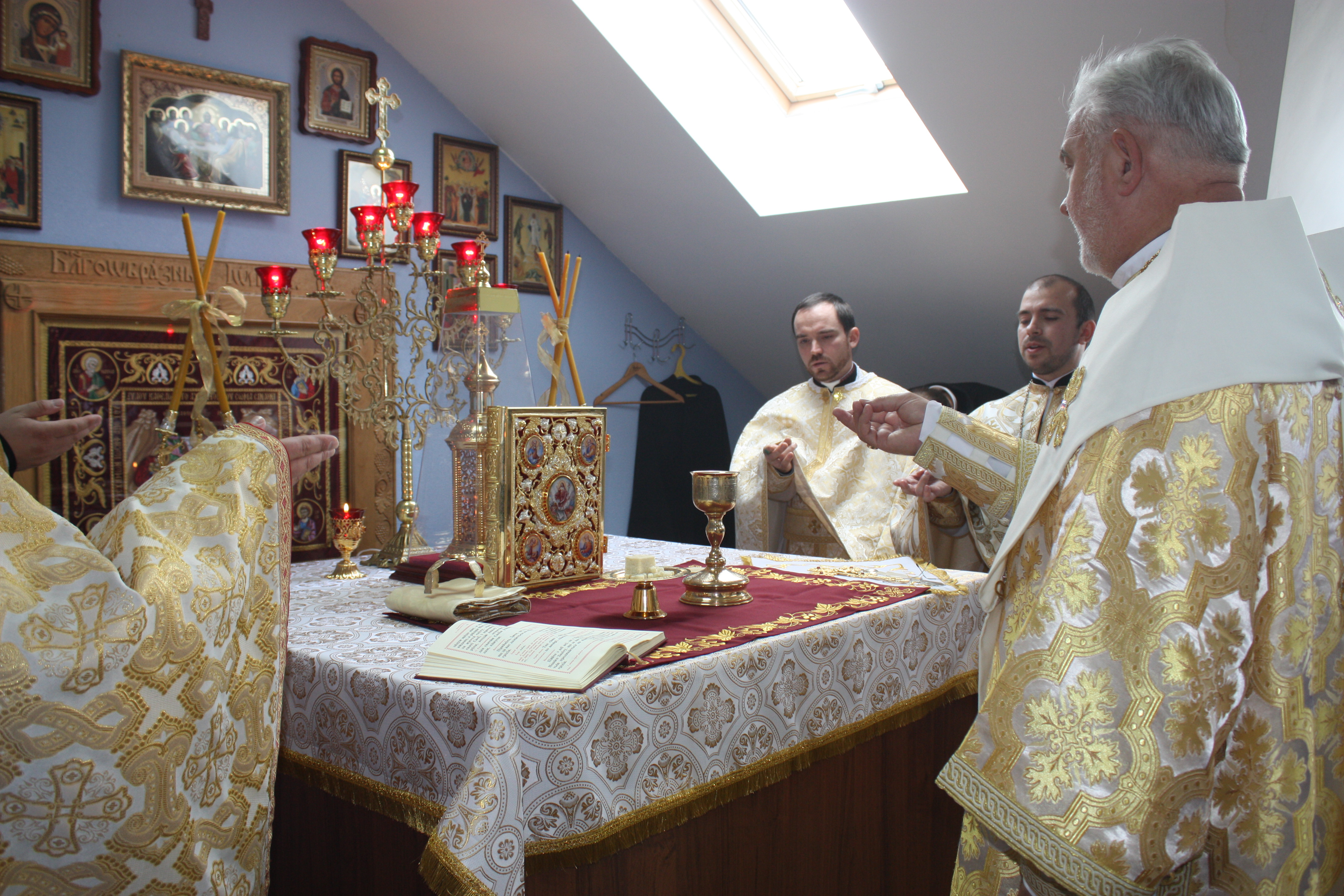
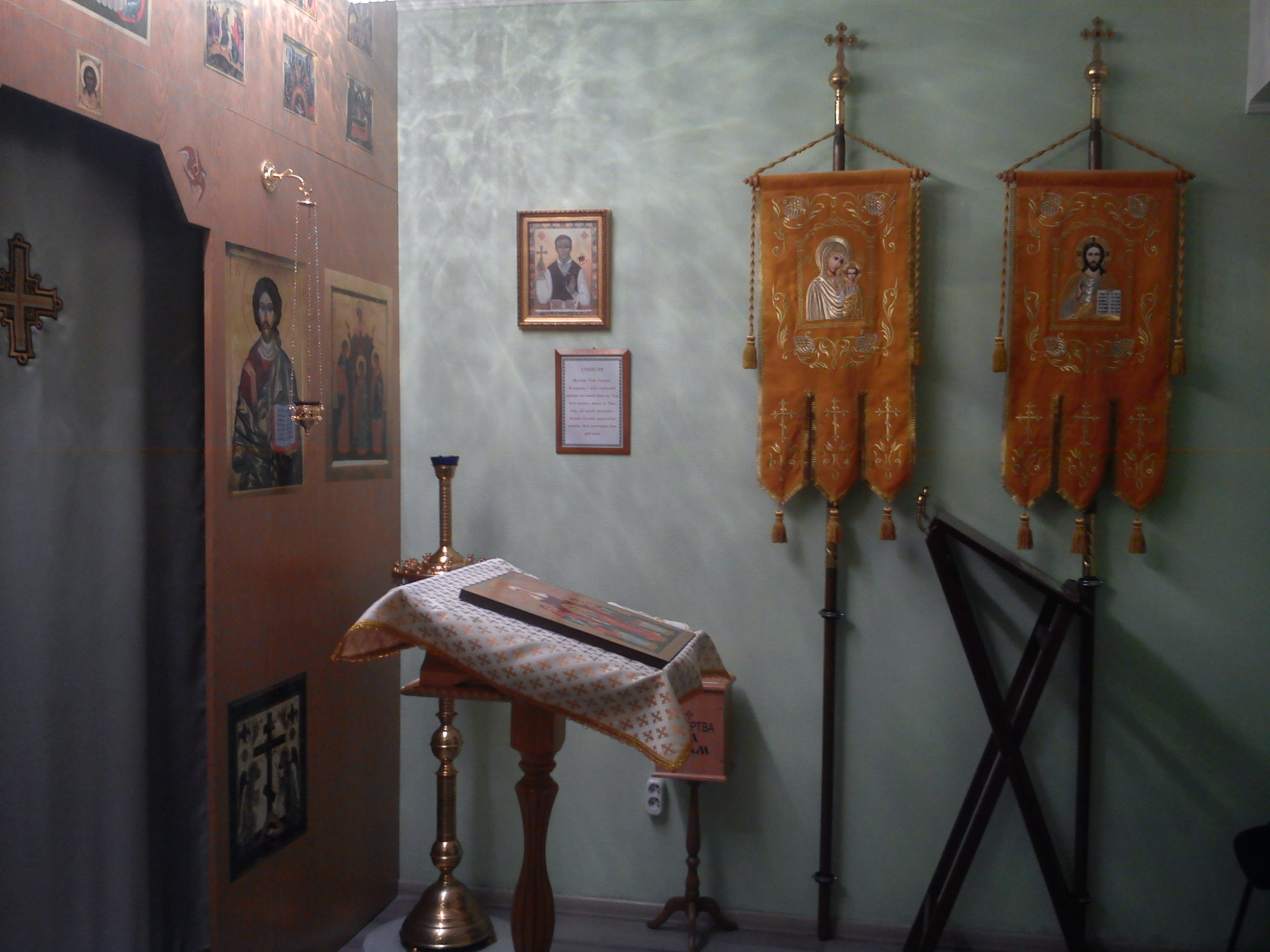
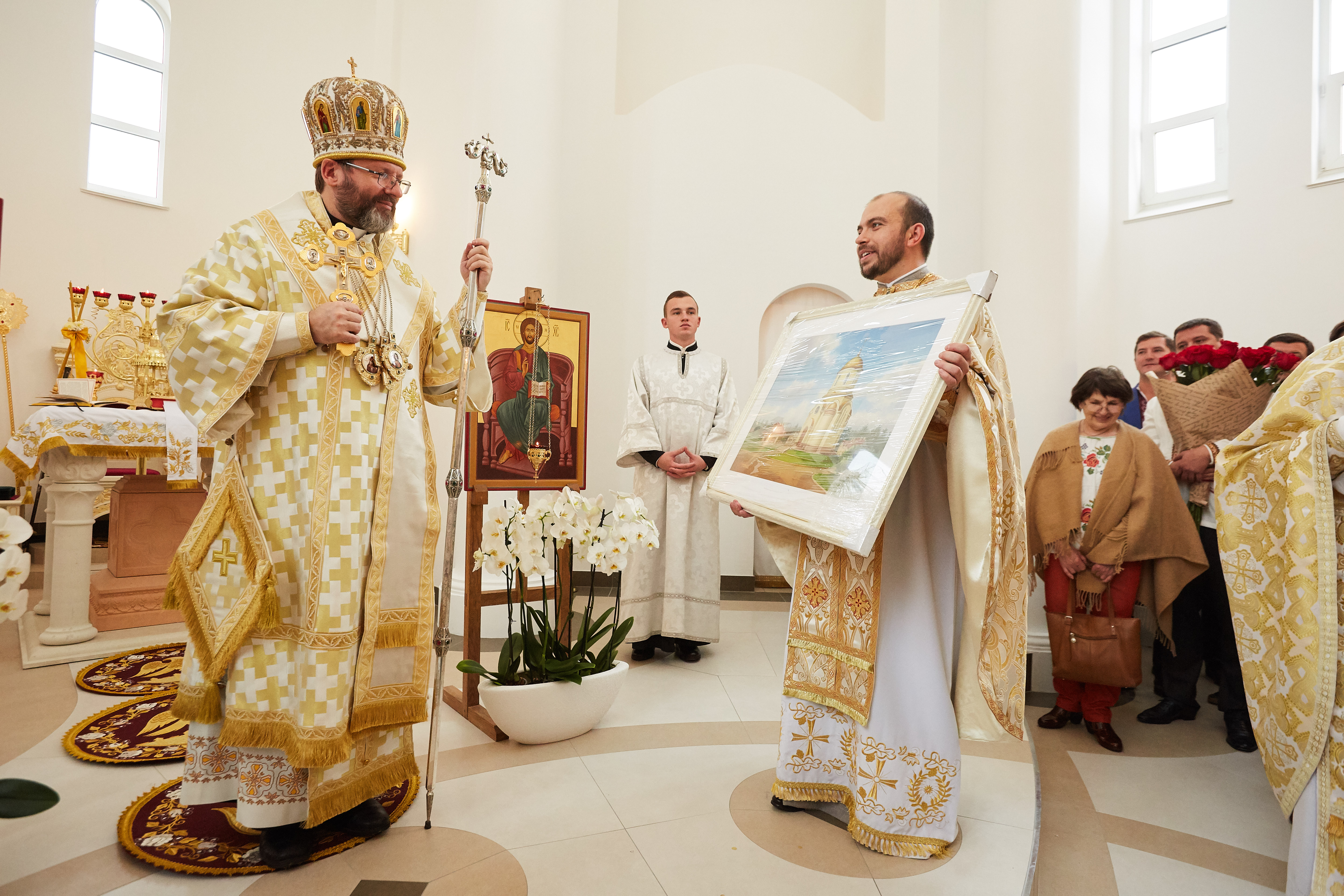
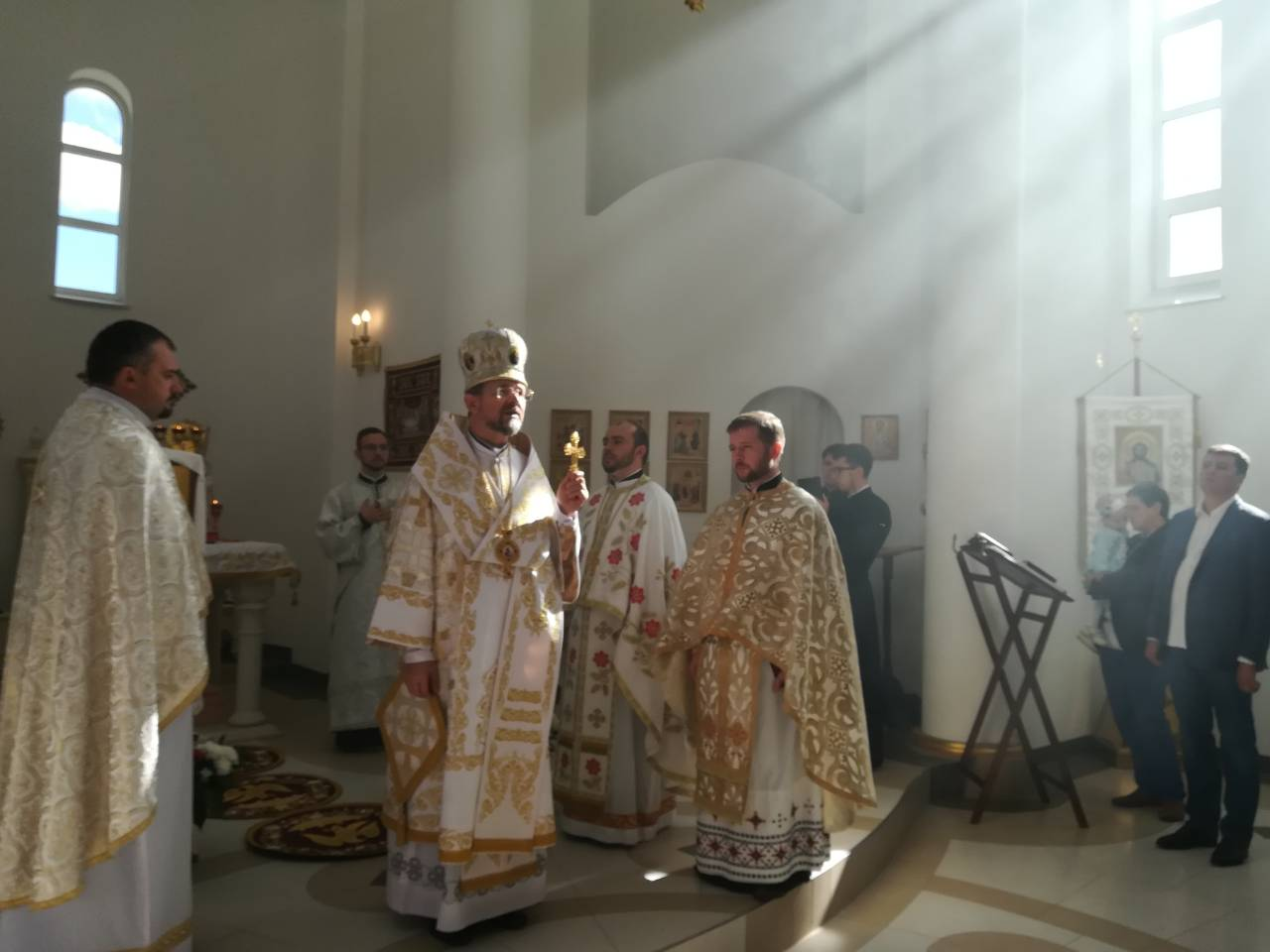